# 东方神娃
《东方神娃》是由江苏省广电总台、无锡电视台、江苏盛世影视文化有限公司和无锡天龙动画有限公司联合出品，总投资800万元的原创动画片。动画在2006年度中国中央电视台动画片收视率统计中以超过3%。动画获得有“国家优秀动画片奖”、“中国国际音像制品博览会金奖”。
该片共两部，各52集。由殷晓东自编自导，罗玉婷、吴磊、范楚绒配音。
该片取材于中国民间传说，描述传说中女娲创造出的龙娃、凤娃与黑怪斗争的故事。以生动的形象，演绎神话故事，展现母爱的伟大，民族精神的可贵，反映善与恶的斗争，最终依靠集体的智慧和力量，战胜邪恶，取得光明与和平，让广大少年儿童感受和平与民族自强的重要。让广大少年儿童感受和平与民族自强的重要性。

## 人物

### 龙娃
性格：豪爽、开朗、勇敢、聪明、善良
能量：祥龙、麒麟兽、圣剑、宇宙圣水、宇宙之石
女娲的儿子，东方神娃之一，采撷天地之精华使其永远保持在10岁的状态。面对热爱和平的人们他是天真善良，诚实勇敢的正义化身。而面对邪恶的魔鬼，他就是武艺高强，足智多谋的战士。第二部中变身为太阳战士，具有很强的战斗力，太阳之源会传送能量给龙娃，帮助他抵抗邪恶，张开的双翼可以提高他的防御力，缺点是不能在晚上作战。

### 凤娃
性格：开朗、善良、勇敢能量：凤凰、麒麟兽、圣剑、宇宙圣水、宇宙之石女娲的女儿，东方神娃之一，和龙娃一样，采撷天地之精华使其永远保持在10岁的状态。
善良美丽，心思缜密，但常因想念妈妈而哭泣。也是正义的化身，魔鬼的克星。第二部中变身为月亮战士，战斗力超强，月光灵气汇聚能量给凤娃，可以迷惑敌人的视觉，张开的双翼可以提高她的防御力，缺点是不能在白天作战。

### 女娲
上古时代的创世女神。
创造了人类，也创造了龙娃与凤娃，拥有伟大的母爱，为了孩子和善良的人们可以牺牲自己的一切。同时也拥有着强大的法力，是世间和平和正义的象征。

### 光明
性格：善良、勇敢、憎恨邪恶
身份：人类领袖
部族首领，性格正气凛然，雄志高昂，关爱天下苍生，发誓要铲除黑暗势力维护天下和平，后获得天龙之灵气天龙骨髓，成为天下第一位君主。

### 鹤仙子
性格：开朗，温柔，善良
象征：仙界

### 仙鹤
东方神娃的好朋友，会变大，十分老实。

### 小福星
天界的一只小蝙蝠，东方神娃最亲近的伙伴。
性格活泼调皮，疾恶如仇。有时会有灵光一闪的小聪明，有时也会有一些笨笨的可笑之举。胆子很小，面对困难经常会说在前面做在后面，但在生死关头还是会挺身而出。

### 黑暗斗士
邪恶力量的化身。
一心想称霸天下，心狠手辣且好色无比。有人类之躯、变身之躯和真身三种状态。人类之躯时外表英俊潇洒，但内心虚伪狡猾，手拿武士旋刀，武艺高强，喜欢鹤仙子；变身之躯时身披坚硬盔甲，防御力极高；真身状态是由黑魔藤元神培育而成的，外貌奇丑无比，但破坏力大的惊人。

### 猛兽斗士
黑暗斗士的忠实手下，绝对服从于黑暗斗士。由四名成员组成，包括巨鹰斗士、猎豹斗士、猛虎斗士和巨狮斗士。他们为了黑暗而战斗，使命是打败东方神娃，让光明屈服在黑暗脚下。每位斗士都有动物和人类两种形态，他们各自有着独特的战斗方式和绝招，四位斗士可合体成霸王兽，威力更为强大。

### 蛇精
黑暗斗士的部下。
诡计多端，身材火辣，美貌与智慧并存。蛇蝎心肠。为了报复东方神娃，她一直创造危险的陷阱，挑起正义与邪恶的冲突，想乘机消灭东方神娃，但结果总是事与愿违，自讨苦吃。

## 主题曲

### 第一部
《龙凤双娃》
演唱：孙昱敏
作词：李峰
作曲：陈文伟
后期监制：郑方

### 第二部
演唱：孙晔